# GE Building
GE Building er en skyskraber der danner centrum i Rockefeller Center på Manhattan. Indtil 1988 hed bygningen RCA Building, og den huser i dag hovedkvarter og flere studier for Tv-selskabet NBC. Med sine 259 meter er den 70 etager høje bygning New Yorks 9. højeste hus, og er nummer 32 i hele USA. I daglig tale kaldes den ofte 30 Rock, en reference til den adresse, som er 30 Rockefeller Plaza.

## Historie
Bygningen stod færdig i 1933 som en del af Rockefeller Center; den anerkendte art deco artikitekt Raymond Hood stod i spidsen for det hold, der tegnede hele bygningskomplekset for Rockefeller Dette var den første bygning, hvor elevatorerne var samlet i den centrale kerne. Den fik i første omgamg navnet RCA Building efter den vigtigste lejer, Radio Corporation of America, som blev dannet i 1919 af General Electric. National Broadcasting Company, der også var ejet af General Electric, lejede sig også ind i huset. Rockefeller familien indrettede selv et kontor på 56. etage, som nu er overtaget af Rockefeller Family & Associates. Bygningen blev omdøbt til GE Building i 1988, to år efter General Electric havde generhvervet RCA Corporation.

## Features
GE Building er en af de genkendelige skyskrabere i New York, den er udsmykket med flere fine eksempler på art-decokunst; fx frisen over hovedindgangen, som blev skabt af Lee Lawrie, den viser en symbolsk fremstilling af Visdommen sammen med en tekst der fortæller: "Wisdom and Knowledge shall be the stability of thy times". Den vertikale udsmykning er integreret med den rene art-decofacade, så de sammen danner en smal, men både funktionel og ekspressiv form. I dag er der monteret et stort reklameskilt for GE på bygningens top. Markisen over hovedindgangen har optrådt i flere Tv-shows, bl.a. Seinfeld. I modsætning til de fleste andre art-decoskyskrabere bygget i 1930’erne er GE Building ikke udstyret med et spir på dens tag.
I USA er GE Building især kendt for at huse Tv-selskabet NBC’s hovedkvarter og dets studier i New York. I 1996 købte NBC de lokale som selskabet havde lejet siden 1933; dette køb gjorde det muligt for NBC at modernisere fasciliteterne og teknikken og renovere rummene og studierne. Et af de mest sete programmer Saturday Night Live bliver produceret i studie 8H, som engang var det største i verden. Det husede oprindeligt NBC Symphony Orchestra, som blev dirigeret af Arturo Toscanini. I 1950 blev det omdannet til tv.studie.
I den øverste etage befinder sig et event-room og restaurant som kaldes Rainbow Room, den er for nylig blevet renoveret og genåbnet for publikum. Fotografiet Lunch atop a Skyscraper blev taget her under byggeriet i 1932.
Observationdækket på toppen af bygningen, kaldet "Top of the Rock", genåbnede for offentligheden den 1. November 2005, efter en større renovering. Det havde været lukket siden 1986. Dækket er bygget så det ligner dækket på en oceandamper, og giver den besøgende udsigt over hele byen, kun observatoriet på 86. etage i Empire State Building.

## External links
- Top Of The Rock Arkiveret 8. januar 2008 hos  Wayback Machine – Official "Top Of The Rock" page
- Top Of The Rock Photo Gallery Arkiveret 18. februar 2007 hos  Wayback Machine – About.com

40°45′32″N 73°58′46″V / 40.75897°N 73.97939°V